# Casearia sylvestris
Casearia sylvestris es una especie de árbol perteneciente a la familia de las salicáceas. En Cuba recibe el nombre común de aguedita. En Paraguay es conocido comúnmente cómo Burro ka'a.

## Descripción
Es un árbol o arbusto de 4 a 6 m de altura, de ramas alargadas y extendidas.
Las hojas son simples, alternas, de ápice acuminado y margen dentado; por el envés el nervio es pronunciado.
La inflorescencia es en umbella axilar de flores pequeñas amarilla.   (García Barriga, H. 1992) Produce flores pequeñas, crema blanquecino, cuyo aroma refleja un olor fuerte, como si se tratara de una mezcla de miel y ácido úrico . Las flores se presentan en racimos de formato, que surgen en las ramas y las hojas axilares porciones. El árbol florece entre los meses de julio a octubre y frutas de septiembre a diciembre . Después de la floración, que puede ocurrir ya en el segundo año, aparecen sus pequeños frutos verde, redondo, de 3-4 mm de diámetro, para convertirse en madura de color rojo anaranjado, dehiscente, que se abren y muestran tres semillas de color marrón pálido.

## Distribución
Está distribuida  en casi todo el territorio  brasileño, guacatonga es pionera como planta rústica y productora de grandes cantidades de semillas, siendo bastante común en las carreteras y a lo largo de las cercas de alambre de púas. Aparece en diversas formaciones forestales con énfasis en el Sur, sobre todo en los estados de Sao Paulo, Paraná, Santa Catarina y Rio Grande do Sul.

## Usos
Esta especie es usada ornamentalmente en parques. 
A las hojas y tallos de esta especie se les atribuye propiedades medicinales. En decocción sirven para curar las llagas, úlceras u otras afecciones cutáneas.  (Garcia Barriga, H. 1992)

## Taxonomía
Casearia sylvestris fue descrita por Peter Olof Swartz y publicado en Flora Brasiliensis 13(1): 468, pl. 94, en el año 1871.
Sinonimia
| - Anavinga samyda C.F. Gaertn. - Casearia affinis Gardner in Hooker - Casearia attenuata Rusby - Casearia benthamiana Miq. - Casearia cambessedesii Eichler - Casearia carpinifolia Benth. - Casearia caudata Uittien - Casearia celtidifolia de Vriese - Casearia chlorophoroidea Rusby - Casearia ekmanii Sleumer - Casearia formosa Urb. - Casearia herbert-smithii Rusby - Casearia lindeniana Urb. - Casearia lindeniana Briq. - Casearia lingua Cambess. | - Casearia onacaensis Rusby - Casearia ovoidea Sleumer - Casearia parviflora Gmelin - Casearia parviflora Willd. - Casearia parviflora var. microphylla Schltdl. - Casearia punctata Spreng. - Casearia samyda (C.F. Gaertn.) de Candolle - Casearia schulziana O.C. Schmidt - Casearia serrulata Sw. - Casearia serrulata J. Sieber ex Griseb. - Casearia subsessiliflora Lundell - Guidonia sylvestris (Sw.) Maza - Samyda parviflora (Willd.) Poir. - Samyda parviflora L. - Samyda sylvestris (Sw.) Poir. |

Nombre común
- Castellano: ratón – dondequiera.   (Garcia Barriga, H. 1992)
- quina de Cuba, rompehueso de Cuba, sarna de perro.[4]
- Guazatumba (en Uruguay)